# 書寶二手書店
書寶二手書店（或稱書寶網路二手書店）創立於2007年，主要經營舊書買賣；網路二手書店。最初是從奇摩網路拍賣起家，創辦人為王懷蜀（已經離開書寶經營團隊，與書寶二手書已經沒有關連）。目前在各大網路平臺有四間分店，2016年已結束實體書店，目前都以網路平台為主，沒有實體門市 。

## 外部連結
- 書寶二手書店 （页面存档备份，存于）